# Volkswagen Kombi

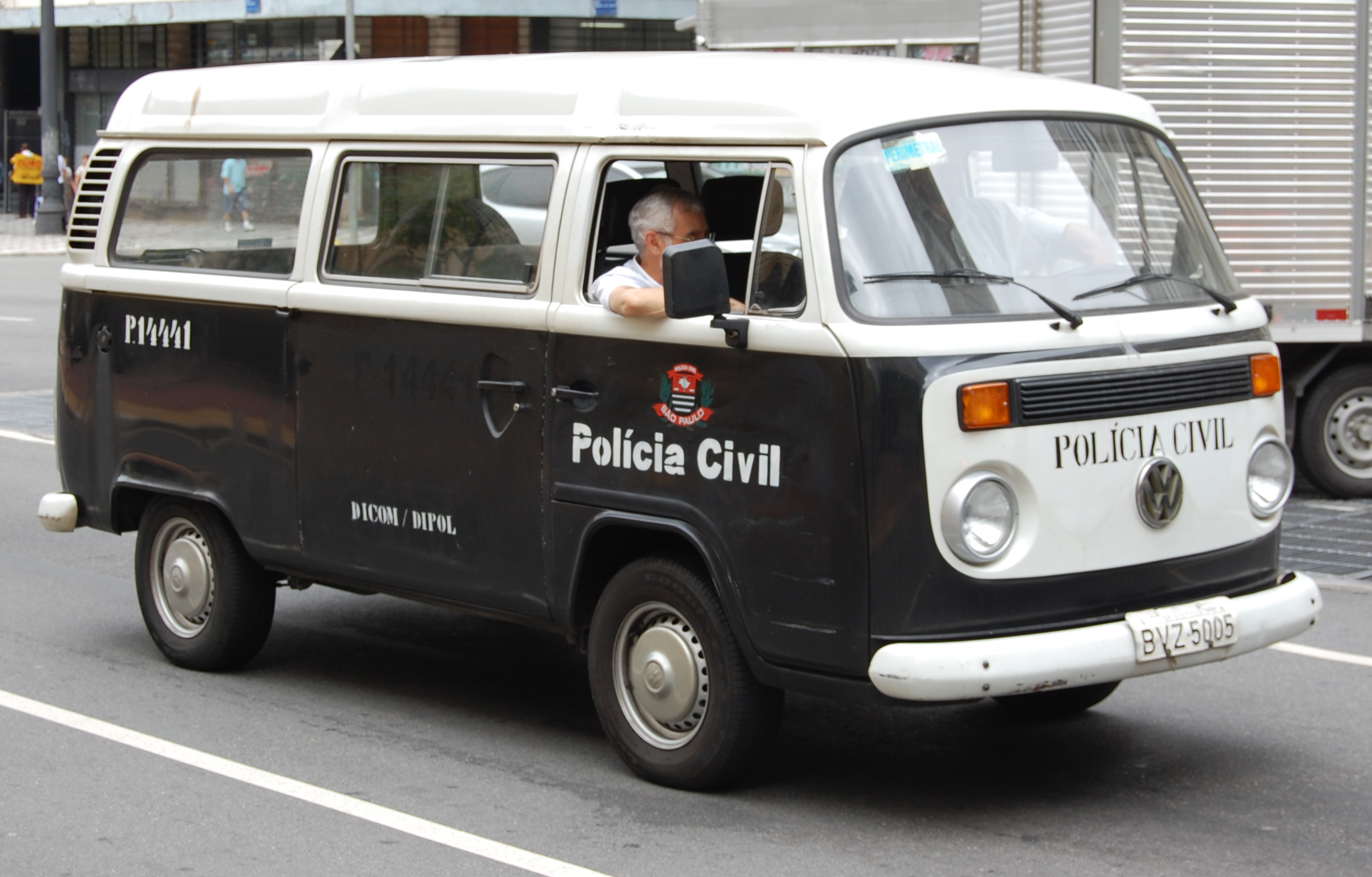
Uma Kombi da Polícia Civil de São Paulo.

O Volkswagen Kombi foi um veículo comercial ligeiro  produzido pela empresa automotiva alemã Volkswagen, entre 1950 e 2013. Por força de um decreto, os carros a partir de 2014, deveriam ser dotados de freio tipo ABS e possuir Airbag frontal duplo (para o condutor e passageiro do banco dianteiro). O antigo projeto mostrou-se incompatível com as novas exigências da legislação. No Brasil,  foi fabricada ininterruptamente entre 2 de setembro de 1957 e 18 de dezembro de 2013, sendo praticamente o automóvel mais antigo no mercado do país. É considerada a precursora das vans de passageiros e carga.
Sua construção robusta monobloco (chassi e carroceria trabalhando integralmente), suspensão independente com barras de torção, além da excêntrica posição do motorista no automóvel (sentado sobre o eixo dianteiro e com a coluna de direção praticamente vertical), o tornam um veículo simples e robusto, de baixo custo de manutenção. Sua motorização é um caso a parte: embora os modelos recentes possuam motores mais modernos, durante 50 anos o motor que equipou o veículo no Brasil foi o tradicional "boxer" com refrigeração a ar, simples e muito resistente. Tal durabilidade geralmente superava em muito a do resto do carro, sendo comum nas ruas brasileiras ver carros totalmente destroçados, porém com o motor rodando perfeitamente. A despeito disso, a Kombi é um carro que, se usado dentro das especificações padrão, pode durar um longo período.

## História
O nome Kombi vem do alemão Kombinationsfahrzeug que quer dizer "veículo combinado" (ou "veículo multi-uso", em uma tradução mais livre). O conceito por trás da Kombi surgiu no final dos anos 1940, ideia do importador holandês Ben Pon, que anotou em sua agenda desenhos de um tipo de veículo inédito até então, baseando-se em uma perua feita sobre o chassi do Fusca. Os primeiros protótipos tinham aerodinâmica terrível, porém retrabalhos na Faculdade Técnica de Braunschweig deram ao carro, apesar de sua forma pouco convencional, uma aerodinâmica automotiva melhor que a dos protótipos iniciais com frente reta. Testes então se sucederam com a nova carroceria montada diretamente sobre a plataforma do Fusca, porém, devido a fragilidade do carro resultante, uma nova base foi desenhada para o utilitário usando toda a mecanica do Fusca, baseada no conceito de chassi monobloco. Finalmente, após três anos passados desde o primeiro desenho, o carro ganhava as ruas em 8 de março de 1950.

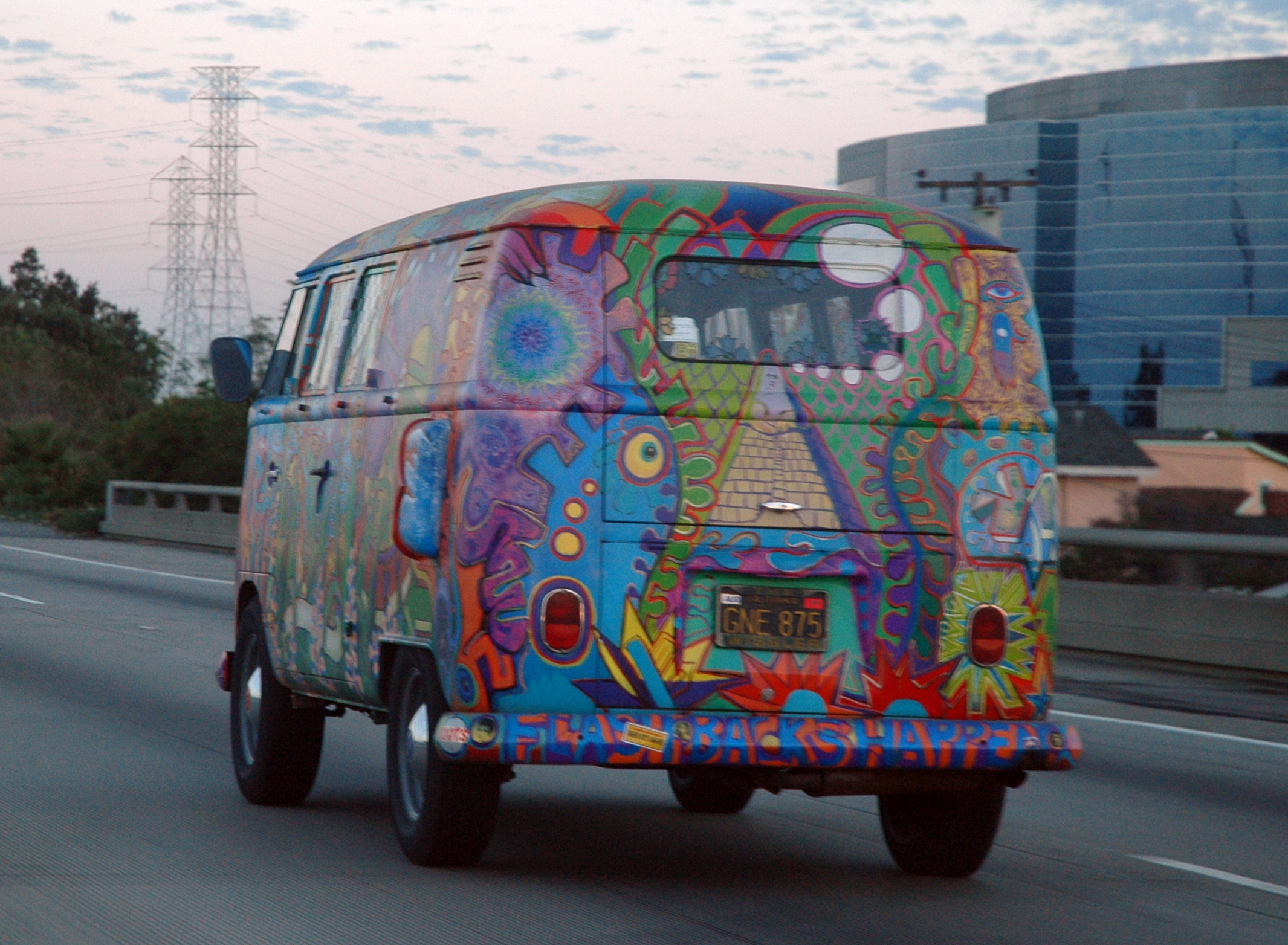
A Kombi é um dos símbolos mais famosos da contracultura hippie desde 1960.

O grupo Brasmotor passou a montar o carro no Brasil em 1953 e a partir do dia 2 de setembro de 1957 sua fabricação - o que faz do veículo o primeiro Volkswagen fabricado no Brasil, e o que esteve por mais tempo em produção.
Em 2006 este veículo (modelo T2.5 Microbus) foi protagonista do filme Little Miss Sunshine, sendo que boa parte do filme é passada com cenas neste veículo.

## Tipos de carrocerias
A Kombi está (ou já esteve) disponível no Brasil como:
A versão Standard veio para o Brasil inicialmente com a designação Kombi - do alemão Kombinationsfahrzeug, refletindo a natureza multiuso desta versão em particular, que poderia ser utilizada como veículo de carga (sem os bancos) ou de passageiros/família (com os bancos). Posteriormente o nome acabou servindo para designar toda a linha no Brasil.
Durante a produção no Brasil, a versão Standard apresentou várias configurações, como a atual "Escolar" para doze passageiros, ou Luxo, apresentada nos anos 1950 e 60 como transporte para famílias; este nicho de mercado é hoje ocupado pelas "minivans" tais como a GM Spin. Mais recentemente, o tipo "Standard" ganhou o modelo "Lotação", logo após a legalização do uso deste tipo de veículo para transporte público.
A versão "Trailer" era uma versão "motorhome" produzida pela Karmann, baseada no modelo furgão.
Um modelo Diesel chegou a ser produzido no Brasil. Utilizava o motor do Passat (atualmente carros de passeio não podem ter motores Diesel no mercado interno), com cilindrada alterada para 1600cc, e um nada discreto radiador montado na dianteira. Aparentemente o radiador não foi bem dimensionado para o layout ou para o tipo de motor, pois o modelo não agradou nas vendas justamente por superaquecer, dentre outros problemas.
Todas as versões representadas acima estiveram disponíveis com todas as versões de carroceria - exceto a versão Pick-up, que saiu de linha em 2000, sem jamais terem passado pela segunda reestilização ou terem ganho o motor 1.400cc refrigerado à água, restando apenas as versões standard e furgão.

## Modelos

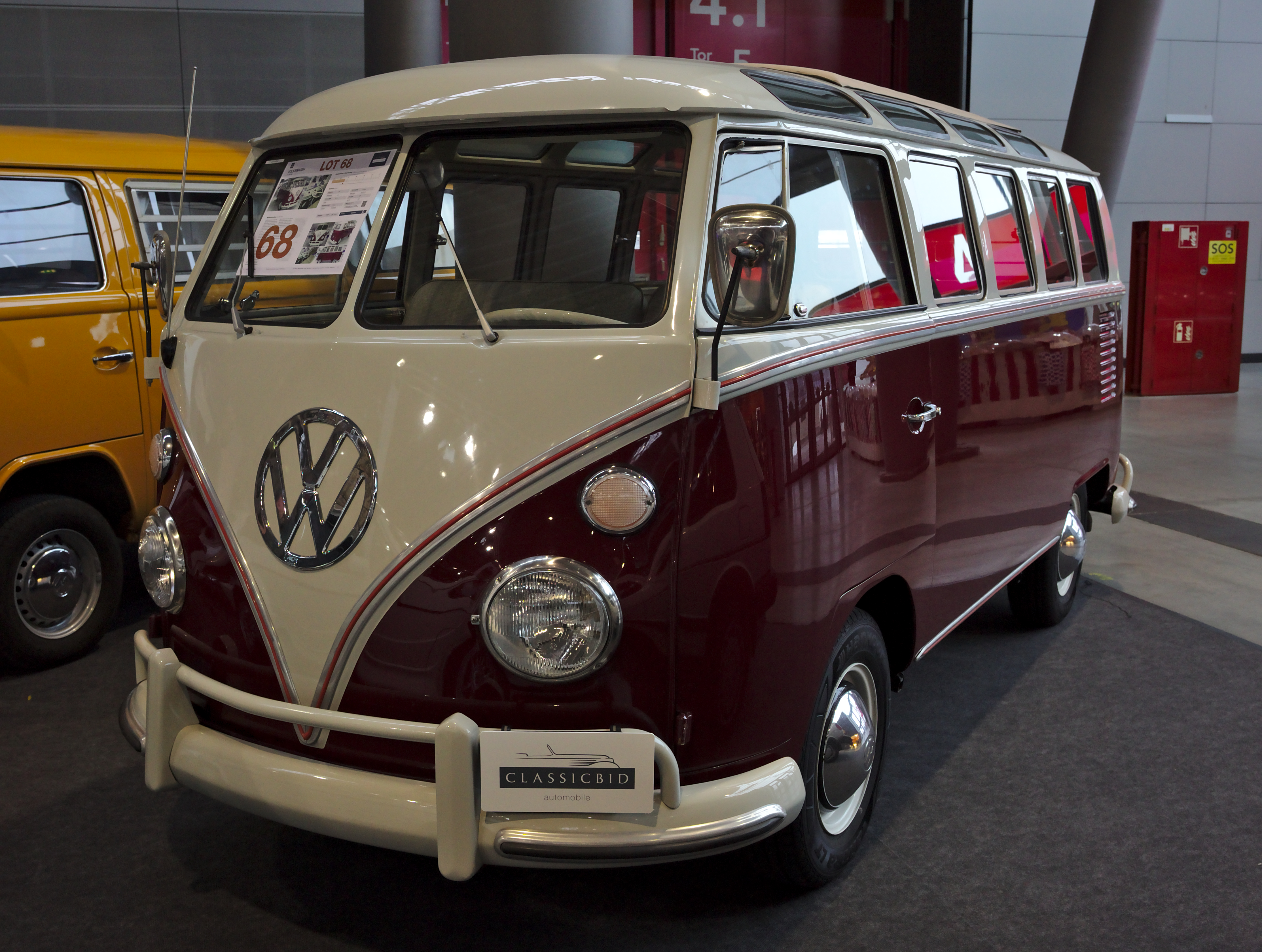
Um modelo Samba.

Na Europa, a VW-Bus, ou VW Transporter, começou a ser fabricada em março de 1950 com a designação VW Tipo-2 T1. Sua frente tinha um típico desenho em forma de V e um grande emblema da Volkswagen, além do para brisa dividido, basculante. Essa frente da carroceria era mais estreita e por isso as portas dianteiras tinham uma curvatura na parte frontal. A porta lateral traseira em duas partes, com abertura por dobradiças. 
Em 1967, surge na Europa a atualização Tipo-2 T2, com nova frente de para brisa integral de vidro curvo e na mesma largura da parte posterior da carroceria. As portas dianteira deixam, portanto, de ter a curvatura na parte da frente e a porta de acesso ao compartimento traseiro passa a ser corrediça, com trilhos, além de outras mudanças estéticas e diversas melhorias mecânicas que lhe garantiram a fabricação até 1979, quando em seu lugar entra a Tipo-2 T3, uma completa revisão do mesmo conceito, com motor boxer e tração traseiros e cabine avançando sobre o eixo dianteiro, embora com carroceria e componentes de chassis totalmente novos. 
A edição brasileira, entretanto, não acompanhou todas as mudanças da original alemã, tendo sido fabricada na versão T1 até 1975, quando foi reestilizada adotando a frente da T2, porém, mantendo-se a parte posterior da carroceria do modelo antigo e introduzindo as melhorias mecânicas paulatinamente ao longo dos anos seguintes, até a sua transformação completa em T2 que acontece, finalmente, em 1997. 
A versão produzida no Brasil a partir de 1997 era praticamente o mesmo modelo então produzido no México: uma cópia da T2.5/Clipper alemã (produzida entre 1972 e 1979), com porta lateral corrediça, tampa do porta malas mais larga, redução do número de janelas laterais para três em cada lado, mas com a inovação do teto elevado. A versão mexicana, no entanto, ainda contava com um painel de plástico envolvente que proporcionava maior proteção para os passageiros - item que nunca equipou a Kombi brasileira.
Em dezembro de 2005 ocorreu a mais recente modificação implementada pela marca, com adoção de motorização refrigerada a água e instrumentos do painel semelhante aos automóveis "de entrada" da marca (Gol e Fox). A mudança de motorização, para se adequar aos novos padrões brasileiros de emissões, selou, de forma discreta, o fim do motor boxer refrigerado a ar, que impulsionou vários Volkswagen durante mais de setenta anos.
Embora sua robustez, confiabilidade e baixo custo não encontrassem adversários, a impossibilidade de instalação de ABS e airbags, obrigatórios no Brasil a partir de 1º de janeiro de 2014, fez com que a Volkswagen do Brasil encerrasse a sua fabricação ainda como líder de mercado.
Há um projeto em andamento de um novo veiculo com design baseado na Kombi, mas desta vez na nova plataforma de propulsão elétrica "MEB", previsto para 2025. A VW já anunciou que, a partir de 2022 começará produzir o novo veículo.

## Linha do tempo no Brasil

### Década de 1950

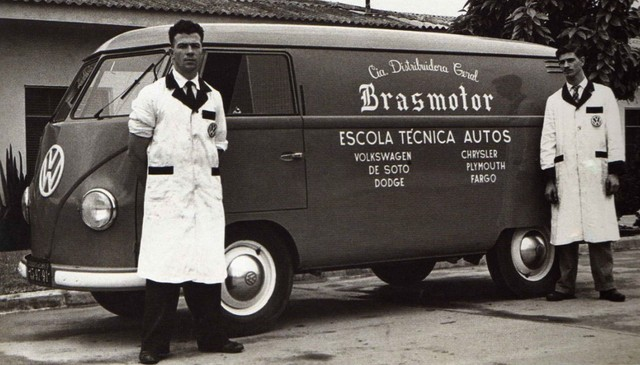
Uma Kombi da Escola Técnica Brasmotor.

#### 1950
Ano de seu lançamento na Alemanha e inicio das vendas no Brasil, importada pelo Grupo Brasmotor (proprietário da marca Brastemp). Na traseira havia uma grande tampa do motor, que deu origem ao apelido "barndoor" (porta de celeiro). A Kombi era equipada com motor de 1100cc e 25cv. A partida era elétrica (na chave) ou manual (na manivela).

#### 1952
Câmbio com 2ª, 3ª e 4ª marcha sincronizada. Vidro traseiro e para-choque traseiro foram adotados. Lançamento da versão pick-up e da versão de passageiros com 15 janelas, apelidada de Samba.

#### 1953
Início da montagem no Brasil, com as peças importadas no chamado sistema CKD (Completely Knocked Down), ainda pelo Grupo Brasmotor.

#### 1957
A Kombi começa a ser produzida no Brasil no dia 2 de setembro, com 50% de nacionalização de peças. O motor e câmbio ainda era importados 1200cc de 36 cv; câmbio "casca de amendoim" com 1ª seca e sistema elétrico de 6 volts; o ultimo chassi produzido em 1957 era o número 371.

#### 1959
Câmbio de 4 marchas totalmente sincronizado (a Kombi foi o 1º veículo brasileiro com 1ª marcha sincronizada);
O motor 1200 passa a ser produzido no Brasil; a Kombi Luxo ganha tubos e batentes de proteção nos para-choques; a numeração do chassi passa para a chapa lateral do motor, ao lado da bateria; a manivela de partida também foi abandonada.

### Década de 1960

#### 1960

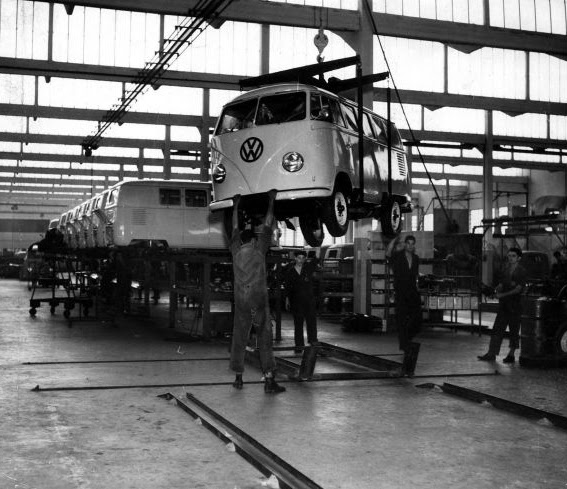
Linha de montagem da Kombi, em São Bernardo do Campo, em São Paulo.

Tampa do porta malas com vinco meia lua, atrás da maçaneta; maçaneta interna da porta lisa; 
Lançamento da versão "Turismo", adaptada para camping.

#### 1961
Para melhorar o conforto dos passageiros do banco da frente a alavanca de câmbio e freio de mão foram posicionados mais a frente, o painel ganha marcador de combustível elétrico, fim da torneira de reserva, são adotadas luzes de seta na frente (pisca tetinha) e uma nova lanterna traseira, maior e com a lente desmontável em caso de quebra (com parafusos aparentes) contando agora com luz de seta; nova chave de seta, novo trinco do vidro basculante; encosto dianteiro com 3 posições de ajuste; o modelo "Luxo" agora passa a ser chamado "Especial".

#### 1962
Lanterna traseira "oval" bicolor (ou seja, com a seta separada da luz de freio); vidro traseiro maior
Vidro no curvão traseiro, haste do garfo de embreagem preso por estria e anel elástico (antes somente parafuso e porca).

#### 1964
Novo pisca dianteiro oval, chave de ignição e trava na coluna de direção, 10 aletas de refrigeração do motor dobradas para dentro (em todos os modelos, exceto o modelo 201), borda nos para-lamas traseiro, terminais de direção com lubrificação permanente (sem engraxadeira), relê de pisca preso por parafuso.

#### 1965
Dois esguichos no lavador de para-brisas (brucutu) / trinco do quebra vento igual ao Fusca / padronizado o tamanho das baterias, nova cinta de fixação.

#### 1966
Estepe preso por suporte / cebolinha do óleo com bornes de encaixe / cebolinha do freio com bornes de encaixe / coifas de proteção contra poeira nos cabos de vela (lado da vela).

#### 1967
Motor 1500cc com 52cv; Lançamento da versão "Pick-up"; bancos individuais na dianteira; limpador de para-brisas de 2 velocidades com botão "de girar"; novo reservatório do lavador de para-brisas; bornes de encaixe em toda a parte elétrica, rodas aro 14 polegadas com pneus diagonais 7.35-14; barra estabilizadora na dianteira; nova relação na caixa de redução (1:1,26); tampa de acesso a boia do tanque; opcional: diferencial blocante para trafegar em terrenos com pouca aderência / 10 aletas de refrigeração do motor dobradas para dentro no modelo 201.

#### 1968
Sistema elétrico de 12 volts; botão do limpador de para-brisas "de puxar"; para-choques de lâmina lisa.

### Década de 1970

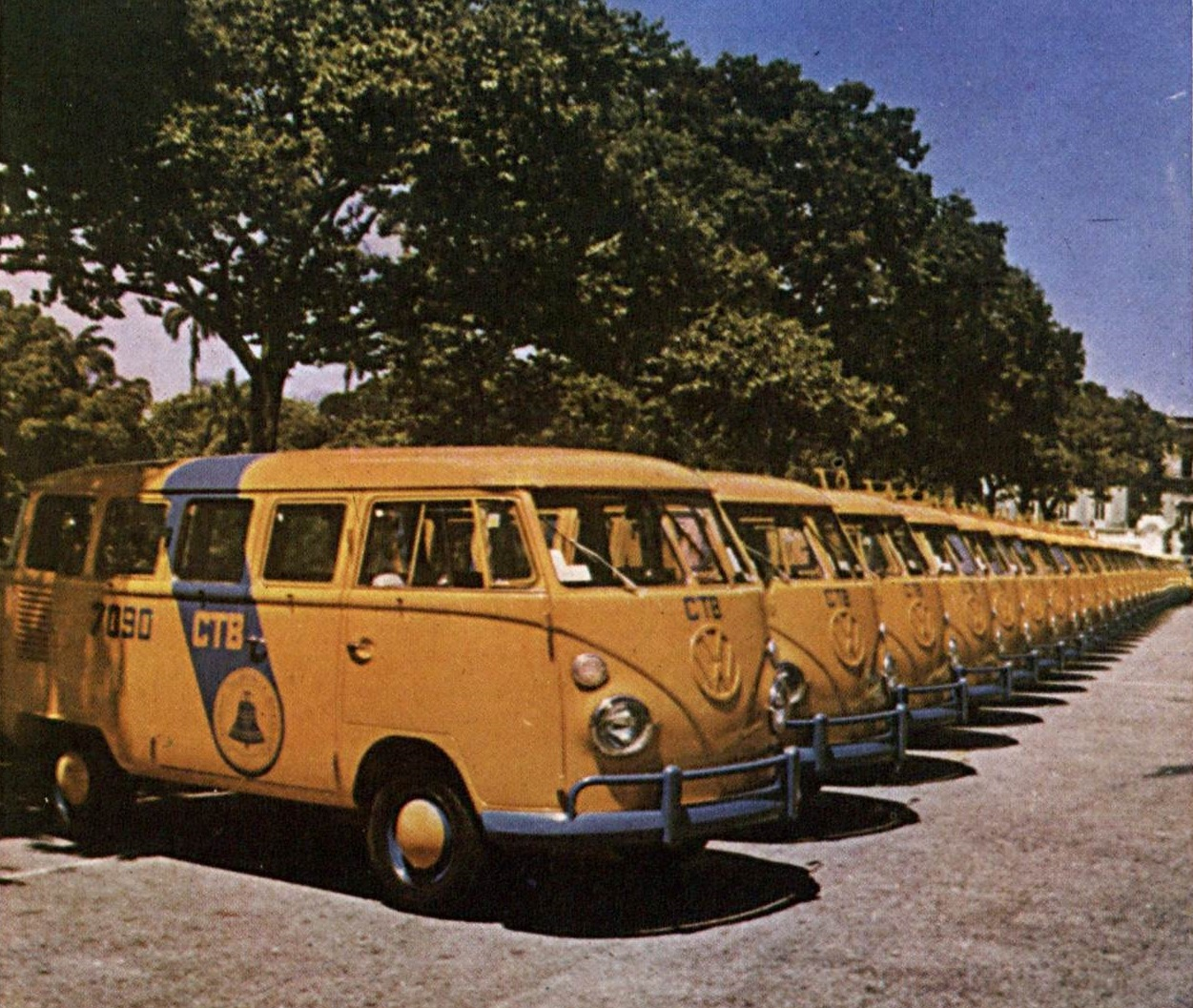
Frota de veículos da Companhia Telefônica Brasileira (1971).

#### 1970
A Kombi ganha cintos de segurança e extintor de incêndio.

#### 1973
Volante de motor maior e nova embreagem com guia de rolamento; cubo do volante mais largo, chave de seta em plástico.

#### 1974
Botões do painel em plástico preto com desenho indicativo de suas funções, retrovisor externo na direita.

#### 1976
Primeira reestilização, motor 1600cc. Inicialmente a Volks pretendia fazer a reestilização completa, deixando a Kombi nacional com a porta corrediça e as três janelas grandes em cada lado, mas, aparentemente para cortar custos, a fábrica escolheu combinar a frente (com as portas dianteiras) e a traseira (apenas as lanternas) do modelo internacional com a carroceria do modelo nacional, de 12 janelas laterais, tornando assim a carroceria do modelo fabricado de 1976 a 1996 uma exclusividade brasileira. O alternador passa a ser opcional. Modulador de frenagem no eixo traseiro e servofreio. Adoção de cardan e cruzetas nos semieixos traseiros; vidro lateral basculante fixo por 2 dobradiças.

#### 1978
Adoção de junta homocinética nos semieixos traseiros; motor 1600 com dupla carburação, novo trambulador e varão do câmbio, mais macio.

### Década de 1980

#### 1981
Início das vendas do modelo com motor Diesel, refrigerado a água e radiador dianteiro. Utilizava o motor Diesel 1,6l que equipava o Passat exportação. Logo em seguida é lançada, ainda no mesmo ano, a pick-up Kombi com cabine dupla. Em 1981 as setas traseiras voltam a ser na cor âmbar (elas eram vermelhas de 1976 a 1980).

#### 1983
A Kombi ganha freios a disco na dianteira, novas rodas e calotas de perfil plano semelhante ao Fusca. As maçanetas passam a ser na cor preta. É lançada em 1983 a "Kombi Lotação" (nome oficial da Kombi dotada de 4 portas independentes, cuja lateral esquerda é idêntica à da Kombi Standard e a lateral direita é idêntica à da extinta Kombi 6 portas, que havia saído de linha em 1978). Para a linha 1983 a Kombi ganha novo bocal para o tanque de combustível, agora mais eficiente contra roubo de combustível.

#### 1984
Os aros dos faróis passam a ser na cor preta. Encosto de cabeça e cintos de 3 pontos nos bancos dianteiros.

#### 1988
A Kombi ganha nova tampa do motor dotada de nova iluminação para a placa traseira, agora constituída por duas pequenas lanternas em vez de apenas uma (essa tampa do motor e essas duas pequenas lanternas de placa equiparam as versões Standard e Furgão até 1996 e a versão pick-up cabine simples até 2000).

### Década de 1990

#### 1992
A Volkswagen adota os primeiros equipamentos antipoluição, como catalisador e cânister.

#### 1994
A Kombi ganha novas folhas para a parte externa das portas dianteiras, agora dotadas de uma faixa em alto-relevo em toda a sua borda inferior.

#### 1997
Segunda reestilização. Finalmente o modelo ganhava porta lateral corrediça e carroceria semelhante aquela conhecida no resto do mundo, embora o teto elevado em 11 cm seja único do modelo brasileiro; É lançada a série especial Carat, versão luxuosa da Kombi. Último ano da Kombi com motor carburado.

#### 1998
Novo motor 1600 com injeção eletrônica.

### Década de 2000

#### 2000
Último ano de fabricação da versão pick-up.

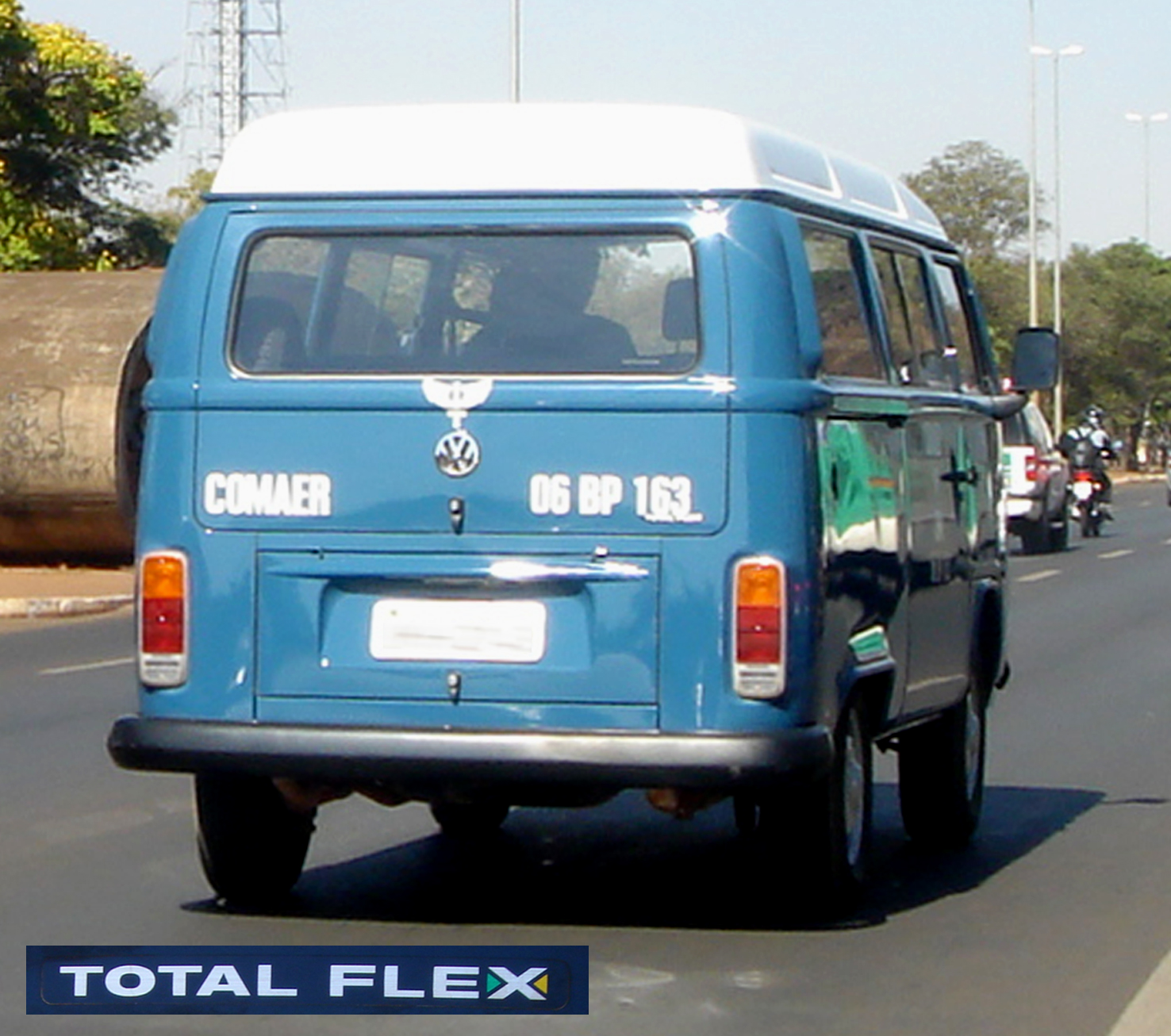
Um modelo Total Flex.

#### 2005
Foi lançado a Serie Prata, edição limitada a apenas 200 unidades, destinadas a colecionadores, marcando o encerramento da produção do motor arrefecido a ar da Volkswagen do Brasil. A carroceria pintada na cor "Prata Light Metálico" é o maior diferencial da Kombi Série Prata, além de vidros verdes, acabamentos nos faróis e para-choques em "Cinza Cross", piscas dianteiros com lentes brancas, lanternas traseiras fumês, pelo desembaçador do vidro e pelo logotipo "Kombi Série Prata".

#### 2006
Novo Motor flex 1400cc refrigerado a água, introdução da grade dianteira para o radiador (essa grade é um pouco diferente da grade que já havia sido usada na Kombi a diesel nos anos 80) e painel de instrumentos com novos mostradores, semelhantes aos do VW Fox da mesma época.

#### 2007
Lançamento da chamada Kombi Edição 50 anos é uma edição comemorativa que a Volkswagen com apenas 50 unidades produzidas. Talvez a mais colecionável de todas as edições nacionais, seu maior destaque é a sua pintura do tipo "saia e blusa" vermelha e branca, em homenagem a primeira geração da Kombi. Seus equipamentos de série eram: vidros verdes, pára-brisa degradê, piscas dianteiros com lentes cristal, lanternas traseiras fumê, desembaçador do vidro traseiro, luz no cofre do motor e adesivos externos que identificam a série, inclusive no painel acima do local do rádio. A série também contava com o luxo de ter uma carta de congratulação assinada pelo presidente da VW do Brasil.

#### 2009
As mudanças são discretas. Há a adoção do "brake-light" (terceira luz de freio) de série na extremidade do teto, e nova grade dianteira levemente reestilizada com novas aletas para refrigeração.

### Década de 2010

#### 2013
Último ano de fabricação da Kombi. A última Kombi foi produzida às 22h do dia 18 de dezembro de 2013. A unidade de chassi "EP022.526" foi a última e será guardada no acervo da montadora.

Uma série especial, a Last Edition, foi criada com apenas 1.200 unidades produzidas. As unidades serão numeradas com placa de identificação no painel. Nas laterais também se destacam os adesivos que identificam a série especial "56 anos – Kombi Last Edition". A "Last Edition", assim como a "Kombi Edição 50 anos", ganhou a pintura "saia e blusa" com os tons de azul e branco, homenageando novamente a sua primeira geração, também recebendo outras características e acessórios de época da Kombi de luxo nos anos 50, 60 e 70, tais como pneus com faixa branca, calotas e rodas pintadas de branco. O interior da Kombi Last Edition traz cortinas em tear azul nas janelas laterais e no vigia traseiro com braçadeiras que trazem o logotipo "Kombi" bordado, um elemento de decoração típico das versões mais luxuosas das décadas de 1960 e 1970. Os bancos têm forração especial de vinil: bordas em Azul Atlanta e faixas centrais de duas cores (azul e branca). As laterais e as costas dos assentos têm acabamento de vinil expandido Cinza Lotus. O revestimento interno das laterais, portas e porta-malas também é de vinil Azul Atlanta, com costuras decorativas pespontadas. O assoalho e o porta-malas são recobertos por tapetes com enxertos em carpete dilour Basalto, mesmo material que reveste o estepe fechando com chave de ouro o interior mais nostálgico de todas as versões. O comprador também leva sistema de som em LEDs vermelhos, lê arquivos MP3 e possui entradas auxiliar e USB. A Kombi "Last Edition" inicialmente teria 600 unidades produzidas, numero felizmente aumentado para 1200 posteriormente pela Volkswagen devido a tamanha demanda de procura pelo ultimo modelo, com colecionadores e amantes deste modelo histórico interessados até no exterior. A ultima Kombi desta edição, de número 1200/1200 foi levada para a matriz na Alemanha e ganhou lugar reservado no museu de veículos comerciais do grupo Volks em Hannover.

## Edições especiais
- Carat (1997 e 1998): Versão de luxo, com teto alto, porta lateral e janelas de correr. Capacidade para 7 passageiros. Interior luxuoso com tecido diferenciado.
- Série Prata (2005): Edição comemorativa ao fim do motor refrigerado a ar na Kombi. Produção limitada de 200 unidades.
- Edição 50 anos (2007): Edição comemorativa aos 50 anos da Kombi. Produção limitada de 50 unidades.
- Last Edition (2013): Edição comemorativa ao fim da fabricação da Kombi. Produção limitada inicial de 600 unidades, que mais tarde foi aumentada para 1.200 unidades.[10]

## Características técnicas

### Kombi 1200 (1957-1966)

#### Motor
- Cilindrada: 1,2l
- Traseiro, refrigerado ar, boxer
- Movido a gasolina
- Potência líquida máxima cv - 36
- Velocidade máxima (km/h): 94

#### Capacidade de carga
- Carga útil (kg): 810

### Kombi 1500 (1967-1975)

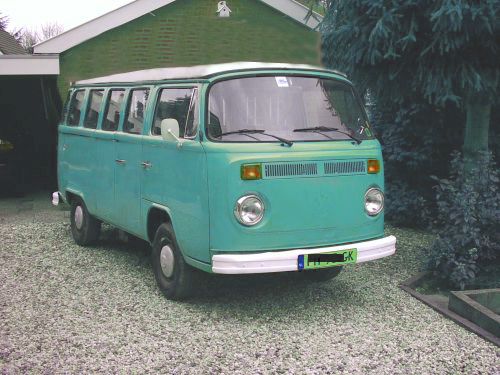
Primeira carroceria nacional com a segunda motorização.

#### Motor
- Cilindrada: 1,5l
- Traseiro, refrigerado ar, boxer
- Movido a gasolina
- Potência líquida máxima cv – 52
- Aceleração de 0 a 100 km/h (s): 23
- Velocidade máxima (km/h): 100

#### Capacidade de carga
- Carga útil máxima (kg):
  - Standart: 960 (1000 retirando os bancos traseiros)
  - Luxo: 930
  - Standart 'exclusiva e rara' 6 portas: 940
  - Luxo 'exclusiva e rara' 6 portas: 650
  - Furgão: 1070
  - Pick-Up (caçamba): 930

#### Dimensões
- Comprimento (mm) 4289
- Distância entre eixos (mm) 2400
- Largura (mm) 1746/1937mm com caçamba
- Altura (mm) 1909/1884mm com caçamba

### Kombi Clipper (1976-1996)

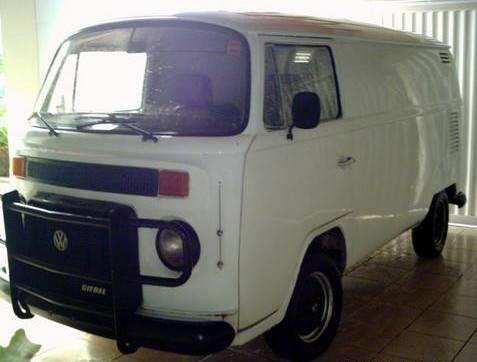
Primeira reestilização com um motor alternativo.

#### Motor (gasolina ou álcool)
- Cilindrada: 1,6l
- Traseiro, refrigerado ar, boxer
- Movido a gasolina (1976-2005)
- Potência líquida máxima cv – 68
- Aceleração de 0 a 100 km/h (s): 22,9 / 19,8 (na versão álcool)
- Velocidade máxima (km/h): 125 KM/H

#### Motor (diesel)
- Cilindrada: 1,6l
- Traseiro, refrigerado a água, em linha
- Movido a Diesel (1981-1985)
- Potência líquida máxima cv – 50
- Capacidade de carga: 1.070 kg
- Aceleração de 0 a 100 km/h (s): 30,26s
- Velocidade máxima (km/h): 111,3
- Consumo médio (km/l): 13,60

### Kombi Carat (1997-1998)

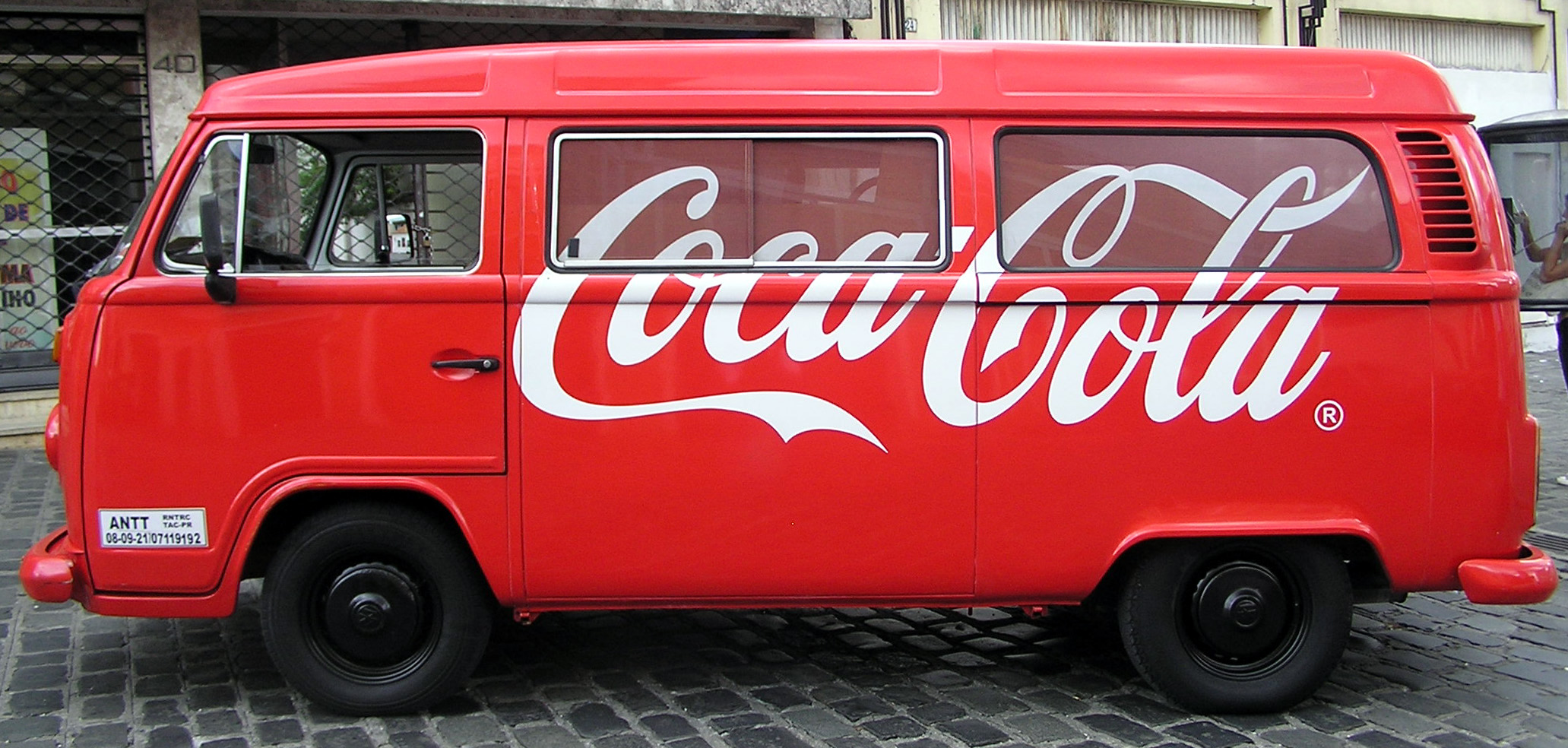
Uma Kombi da Coca-Cola em Curitiba.

Mostrada no Salão do Automóvel de São Paulo de 1996, esta Kombi Carat exibia as modificações previstas para toda a linha Kombi 97, entre elas o teto mais alto e a porta lateral corrediça. Além disso, essa versão Carat, desenvolvida para fazer frente às vans coreanas que invadiam o mercado na época, trazia um acabamento mais elaborado e um motor AP 1.8 refrigerado à água, montado na traseira. Meses mais tarde a versão Carat fez-se disponível no mercado, ainda movida pelo velho motor boxer 1600 refrigerado a ar.

#### Motor
- Cilindrada: 1,6l
- Traseiro, refrigerado ar, boxer
- Movido a gasolina (1976-2005)
- Potência líquida máxima cv – 65
- Aceleração de 0 a 100 km/h (s): 22,7 / 19,0(na versão álcool)
- Velocidade máxima (km/h): 120 (no gás natural)

### Kombi (2006-2013)

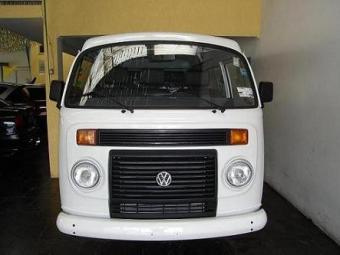
Nova frente, de um modelo 2006.

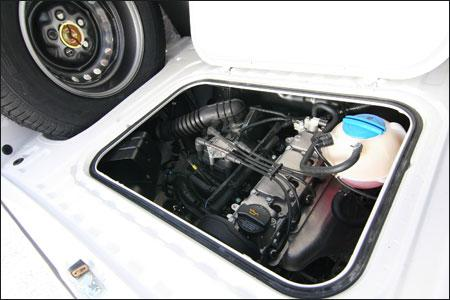
Novo motor 1.4l Flex, de um modelo 2006.

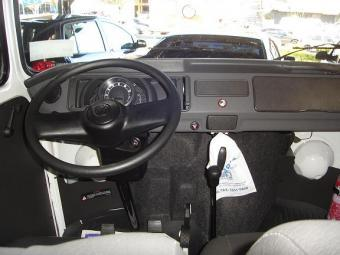
Novo painel de instrumentos, de um modelo 2006.

#### Motor
- Cilindrada: 1,4l
- Traseiro, refrigerado a água (EA 111), movido a álcool, gasolina ou ambos em qualquer proporção (Flex)
- Potência líquida máxima (Kw(cv)/rpm) G - 57 (78) / 4800, A - 59 (80) / 4800
- Torque líquido máximo (kgfm/rpm) G - 123 (12,5) / 3500, A - 125 (12,7) / 3500
- Aceleração de 0 a 100 km/h (s): G - 22.7, A - 19.8
- Velocidade máxima (km/h): 131

#### Capacidade de carga
- Carga útil máxima (kg): 1000
- Volume (módulos VDA) (litros):
- Até nível do encosto traseiro - 1405
- Até nível do encosto dianteiro - 2880
- Atrás do banco dianteiro até o teto - 4806

#### Dimensões
Modelo original
- Comprimento (mm) 4190
- Distância entre eixos (mm) 2400
- Largura (mm) 1725
- Altura (mm) 1890 (2230 estendida)[11]

Segunda geração
- Comprimento (mm) 4505
- Distância entre eixos (mm) 2400
- Largura (mm) 1720
- Altura (mm) 1940 (2230 estendida)

## Gerações no Brasil

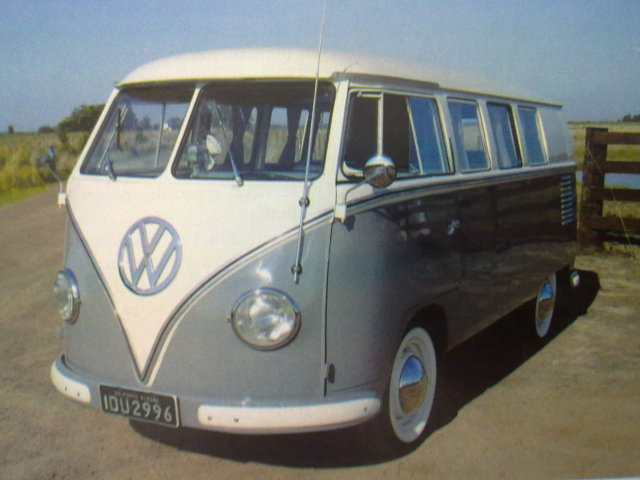
Geração T1
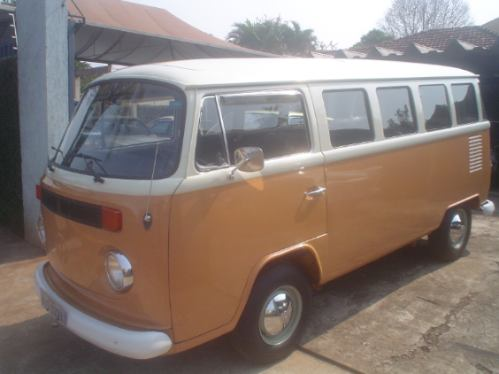
Geração T2
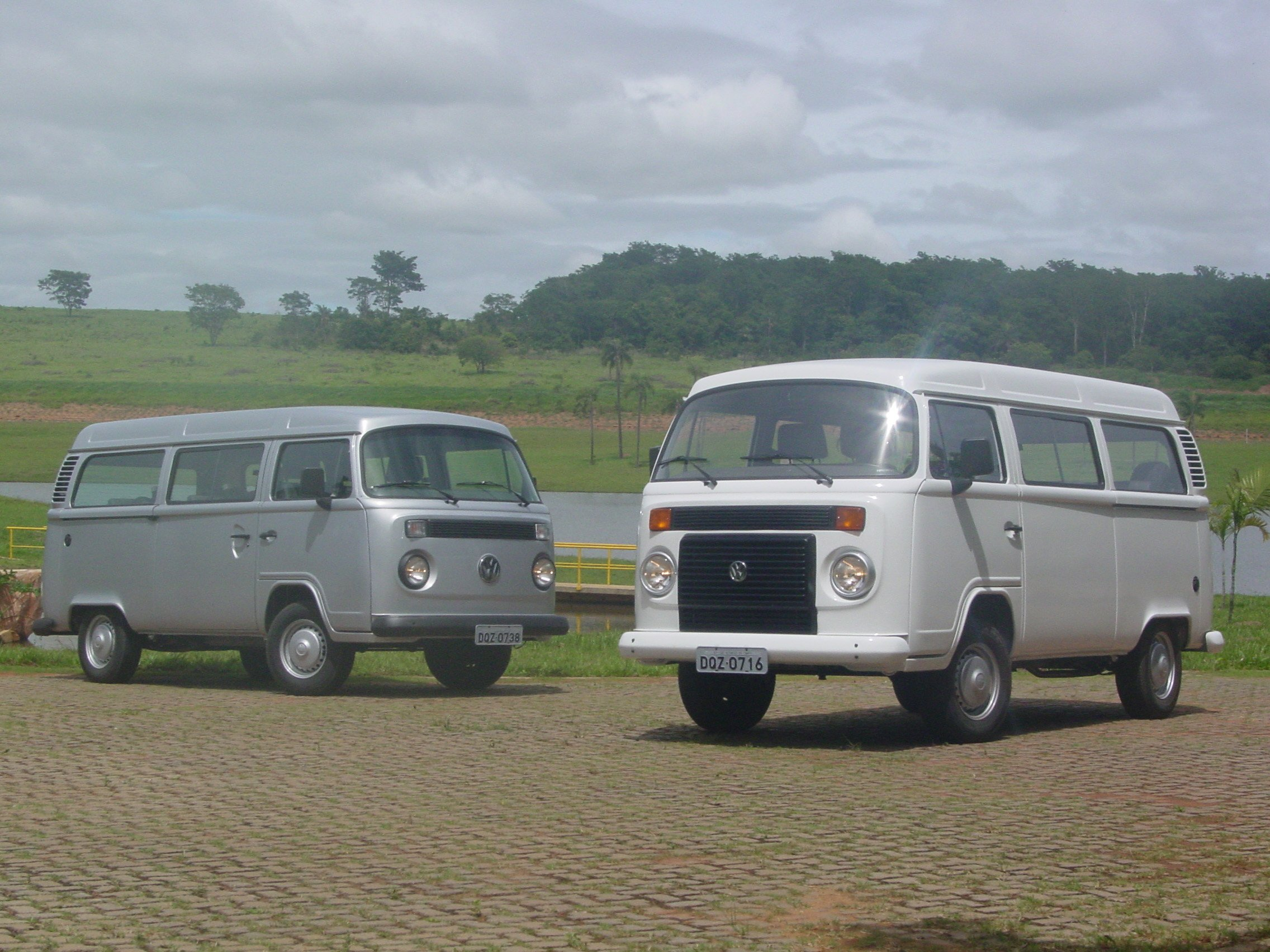
Geração T2.5